# (14880) Moa
(14880) Moa est un astéroïde de la ceinture principale.

## Description
(14880) Moa est un astéroïde de la ceinture principale. Il fut découvert le 7 février 1991 à Geisei par Tsutomu Seki. Il présente une orbite caractérisée par un demi-grand axe de 2,56 UA, une excentricité de 0,07 et une inclinaison de 10,9° par rapport à l'écliptique.

## Compléments